# 통일신발
통일신발(統一신발)은 밑창은 대한민국, 윗부분은 조선민주주의인민공화국이 만든 신발이다.
해당 신발은 대한민국에서는 '스타필드'(Stafild)라는 브랜드 이름으로 판매되고 있으며, 조선민주주의인민공화국은 개성공업지구에서 생산된다.

## 같이 보기
- 남북통일